# Tristeza (Porto Alegre)
Tristeza é um bairro nobre da zona sul da cidade de Porto Alegre, capital do estado brasileiro do Rio Grande do Sul. Foi criado oficialmente pela Lei n° 2022 de 7 de dezembro de 1959, tendo tido seus limites modificados pela Lei Ordinária n° 12.112, de 22 de agosto de 2016.
Com pouco mais de 15 mil habitantes segundo o censo do IBGE (2010), a Tristeza é um bairro misto, pois é bastante residencial, com predomínio de residências unifamiliares, ainda que desde a década de 2000 venha passando por um significativo desenvolvimento urbano e verticalização, além de oferecer um comércio diversificado, com destaque para a área gastronômica.
Em 2023, o entorno da principal avenida do bairro, a Wenceslau Escobar, foi apontado pela Ernst & Young como uma das quatro "centralidades" da cidade, enquanto polo para lazer, entretenimento e turismo.
Situado entre o morro da Vila Assunção e o Morro do Osso, a Tristeza é um dos vinte bairros da cidade limitados pela Orla do Guaíba, acessível à população através dos chamados "portais", situados em ruas que terminam em suas margens e faixa de areia.

## Região de Planejamento e OP
O bairro Tristeza está inserido na chamada Região Geral de Planejamento 6 (RGP-6), uma das oito Regiões de Gestão do Planejamento (RGPs) de Porto Alegre. Cada região reúne um grupo de bairros com afinidades entre si. No caso da RGP-6, a qual reúne ao todo dezoito bairros incluindo a Tristeza.
A RGP-6 abriga duas regiões do Orçamento Participativo (OP): a "Região Centro-Sul" (que abriga Camaquã, Campo Novo, Cavalhada, Nonoai, Teresópolis e Vila Nova) e a "Região Sul" (que abriga a Tristeza, além de Aberta dos Morros, Espírito Santo, Guarujá, Hípica, Ipanema, Jardim Isabel, Pedra Redonda, Serraria, Sétimo Céu, Vila Assunção e Vila Conceição. A sede da Subprefeitura da "Região Sul" do OP está localizada na Avenida Eduardo Prado, n° 1921, loja 05.

## Etimologia
O nome do bairro é oriundo do apelido de um dos habitantes mais antigos da região, o português José da Silva Guimarães (falecido em 1826), o "Tristeza", o qual acabou incorporado ao seu nome e ao de seus filhos posteriormente. Há diversas versões para o motivo do surgimento do apelido "Tristeza": a morte de dois filhos varões; a saudade que tinha da filha, Senhorinha da Silva Tristeza, que se casara precocemente; a concepção negativa que tinha da própria esposa, Maurícia; ou, ainda, uma mera questão emocional.

## Histórico

### Século XVIII
Na época do Brasil Colônia, a área que hoje constitui a Tristeza pertencia à sesmaria de São Gonçalo (na grafia arcaica, Gonssalo), cujo donatário era o português Dionísio Rodrigues Mendes (c. 1695-1791), que construiu a sede da propriedade no alto de Belém Velho por volta de 1745. A sesmaria compreendia as terras que se estendiam do Arroio Cavalhada até o Arroio do Salso, isto é, praticamente todos os bairros que compõem a zona sul da cidade hoje. Após a morte de Dionísio, a sesmaria foi dividida entre seus muitos filhos, dentre eles André Bernardes Rangel (c. 1740-1826), a quem coube as terras mais às margens do Guaíba, incluindo a área da Tristeza.

### Século XIX
Até meados do século XIX, a região permaneceu basicamente voltada à produção rural, repleta de campos e pouco povoada, com grande parte dela sob posse dos descendentes da família de Rangel, o qual residia próximo ao sul do Morro do Osso. Uma das filhas de Rangel, Maurícia Joaquina da Silva (1792-1829), recebeu como dote uma grande parcela quando se casou com José da Silva Guimarães, alcunhado o "Tristeza". Ele instalou sua chácara e modesta moradia ao norte da casa do sogro Rangel, nas imediações da Rua Nossa Senhora Aparecida (hoje bairro Vila Conceição), conforme apurado pelo genealogista e monsenhor Celestino Ruben Neis (1925-2003). Em 1826, José "Tristeza" faleceu alvejado por um raio, deixando a viúva com quatro filhos menores. Com a morte da terceira geração da família, os herdeiros se viram obrigados a vender e a fazer o loteamento das terras, ao mesmo tempo em que a população do núcleo urbano de Porto Alegre crescia, inclusive com a chegada de imigrantes, e necessitava se expandir.
Em 1886, instalou-se no bairro um imigrante alemão chamado Josef Winge, que fundou na Tristeza uma das floriculturas mais antigas do país, a Winge, uma das empresas mais tradicionais do bairro. Ele começou a cultivar árvores frutíferas na Rua Dr. Mário Totta; um dos filhos começou a comercializar plantas ornamentais em 1915. A empresa, que completou 120 anos em 2006, até hoje se encontra em domínio familiar e ocupa um terreno de 30 mil m² no bairro, o equivalente a um quarteirão inteiro. A casa do primeiro Winge, erguida em 1900, foi convertida recentemente em um café.

### Século XX

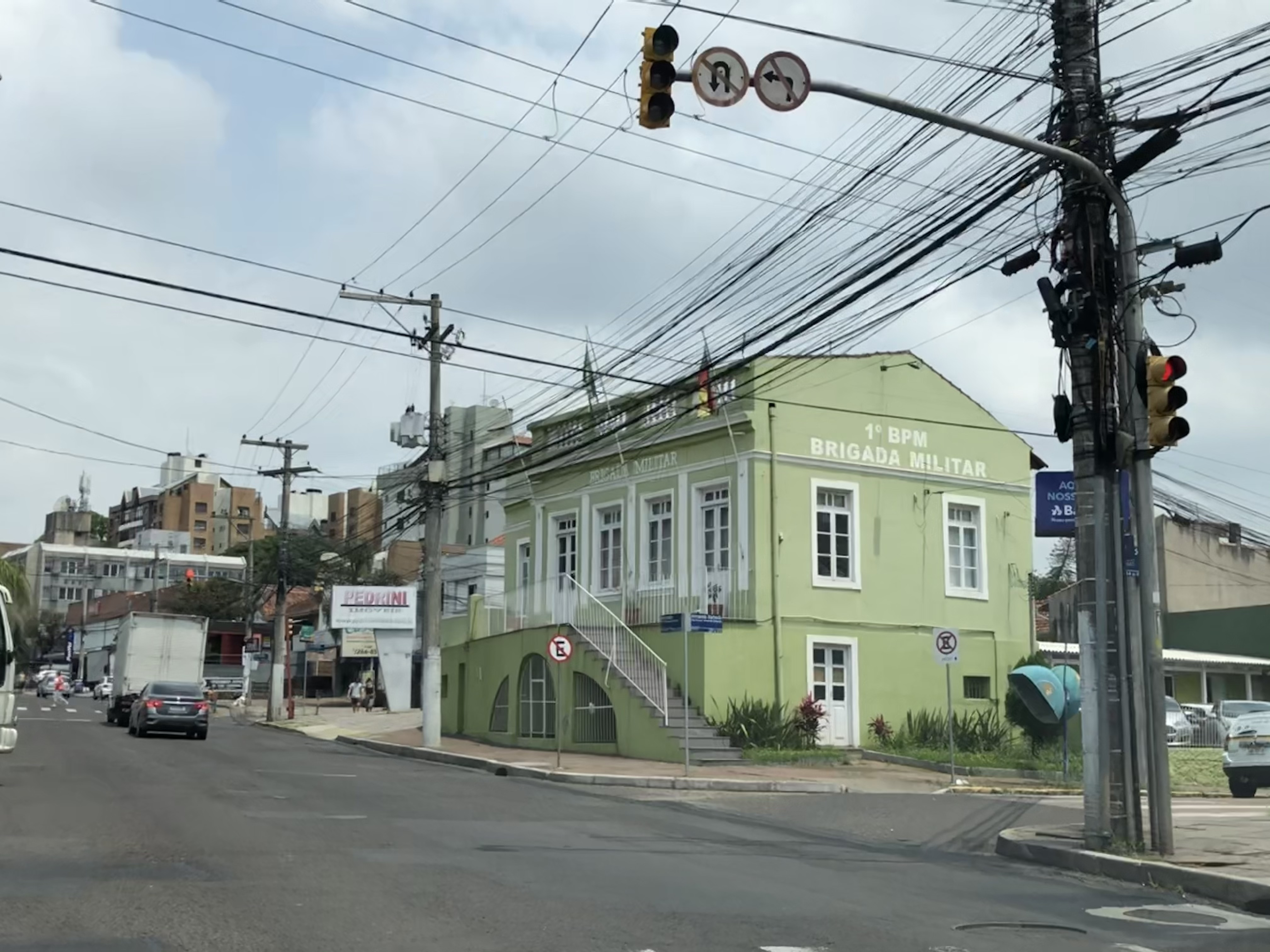
Posto da BM da Tristeza.

Em 1900, com a inauguração da "Estrada de Ferro do Riacho", cujo terminal era a Tristeza, intensificou-se o desenvolvimento e o movimento do bairro. Esta extinta ferrovia trazia as pessoas da área central de Porto Alegre que queriam se banhar nas águas então despoluídas do Guaíba e espairecer em suas praias. Assim surgiram os casarões e os chalés de veraneio, sendo os primeiros com maior concentração nas primeiras três quadras do bairro Tristeza e nos atuais bairros Vila Assunção, Vila Conceição e Pedra Redonda, normalmente construídos pelos moradores das ruas Duque de Caxias e Coronel Fernando Machado, no Centro Histórico da cidade, bem como dos bairros Independência e Moinhos de Vento, e do outrora nobre entorno do Parque da Redenção.
Em 1906, foi construído o posto da Brigada Militar no bairro, até hoje em funcionamento. O prédio foi revitalizado em 2018.
Em 1923, ocorreu a tão esperada instalação da rede elétrica no bairro, proveniente das linhas de transmissão da Vila Assunção. Naquele mesmo ano, o médico Dr. Mário Totta, que virou nome de rua no bairro, patrocinou a festa do "enterro do lampião".

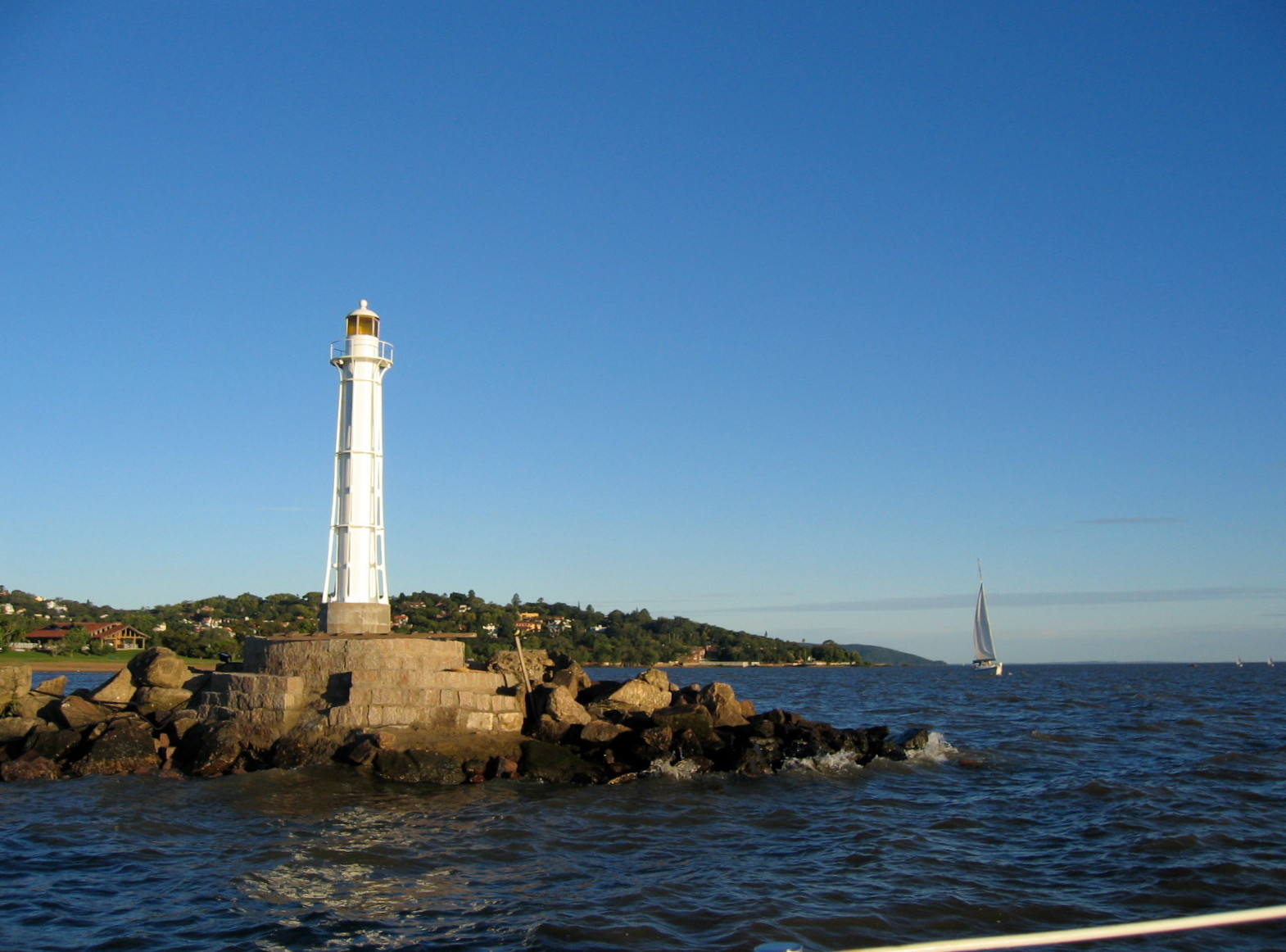
O farol do Clube dos Jangadeiros

Em 7 de dezembro de 1941, fundou-se na Tristeza o Clube dos Jangadeiros. O fundador, o empresário e desportista Leopoldo Geyer, foi o mesmo envolvido na fundação de outros clube náuticos em Porto Alegre, como o Iate Clube Guaíba e o Veleiros do Sul. O Jangadeiros teve um período áureo na década de 1950, quando seus sócios conquistaram títulos nacionais; em 1959, sediou o Campeonato Mundial de Snipes, o primeiro evento internacional desse tipo no Hemisfério Sul. Mais tarde, para estender suas atividades e sua infraestrutura, o clube inaugurou uma ilha artificial de 7 hectares, a Ilha dos Jangadeiros.
A principal via de acesso ao bairro é a Avenida Wenscelau Escobar, onde atualmente grande parte do comércio está concentrado, que de início se chamava Avenida Borges de Medeiros e Avenida 11 de Setembro, até ter seu nome definido em 1951. Nesse mesmo ano, implantou-se o Cemitério Municipal da Tristeza, situado na Rua Liberal, adjacente ao Cemitério Israelita (instalado em 1932), ambos próximos ao Morro do Osso.

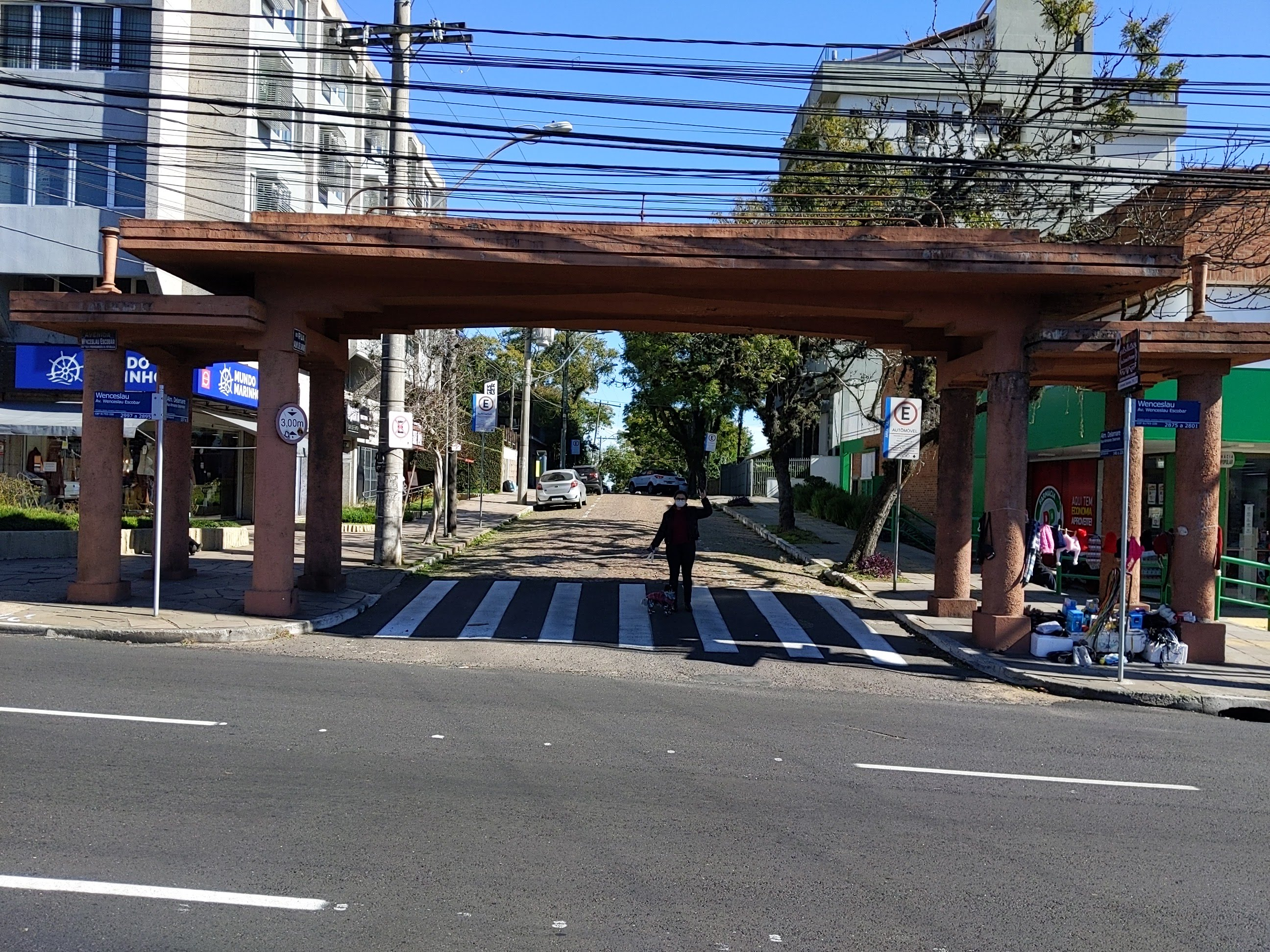
Pórtico da Tristeza

Na Avenida Wenceslau Escobar destaca-se como ponto de referência um imponente pórtico em concreto armado. Foi construído para indicar a entrada do loteamento “Jardim Yacht Club”, lançado em 1936 na área entre as ruas Almirante Delamare e Armando Barbedo. O nome deste loteamento é homenagem ao então clube náutico Yacht Club de Porto Alegre (não confundir com o atual Iate Clube Guaíba), fundado em 1933 por Clóvis Souza Gomes nos fundos da gleba, às margens do Guaíba até a rua Almirante Mariath.

### Hoje

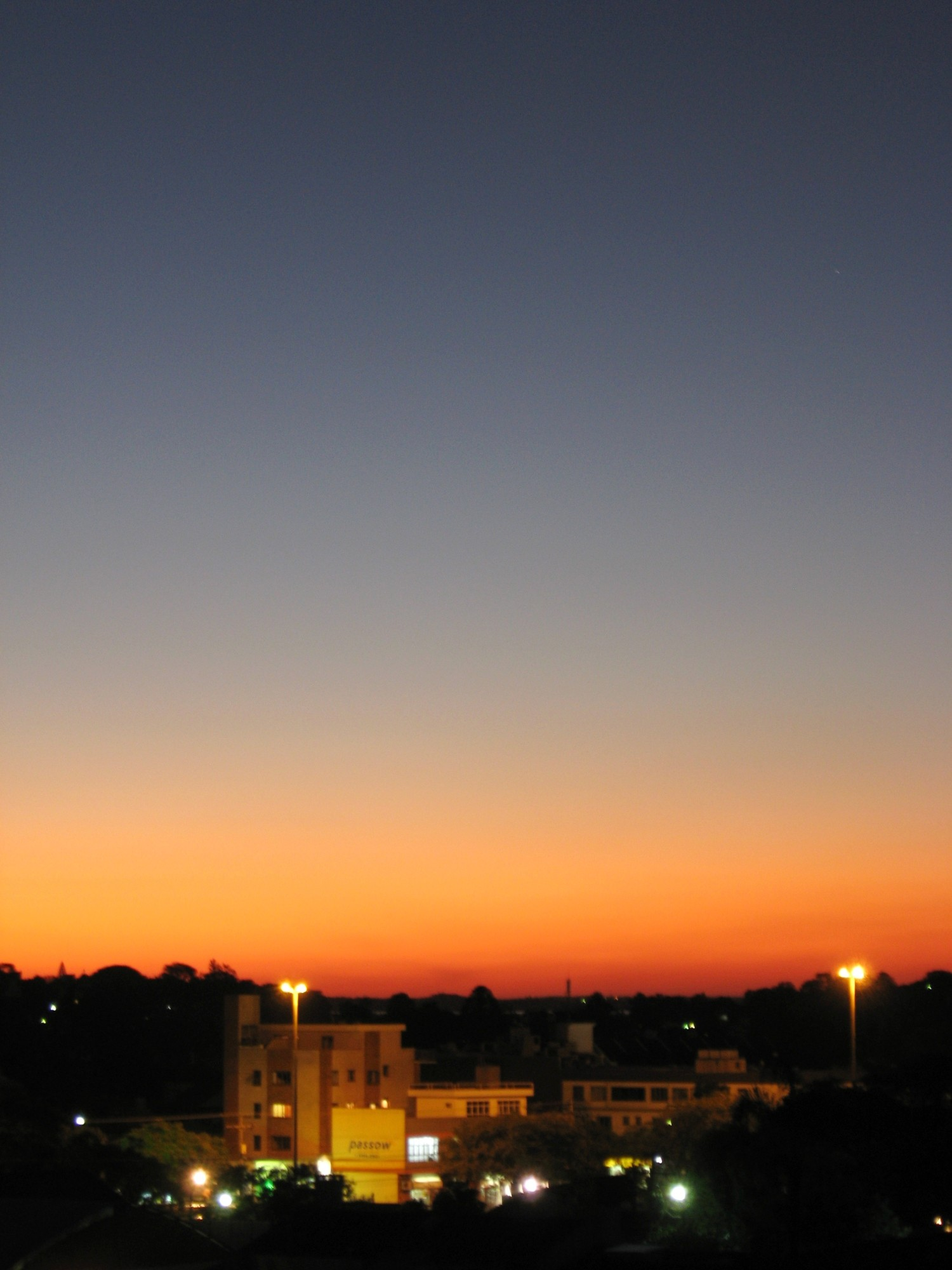
Pôr-do-sol no bairro Tristeza, nas proximidades da Avenida Wenceslau Escobar

Na Praça Comendador Souza Gomes, onde ficava antigamente a extinta estação do trem, próximo à Paróquia Nossa Senhora das Graças, ocorre tradicionalmente, todos os sábados, a Feira de Artesanato da Tristeza.
O bairro não dispõe de centros de compras de grande porte, mas possui vários e pequenos estabelecimentos comerciais, muitos deles considerados charmosos e convidativos, como o Paseo Zona Sul, o shopping Granville, o Jardins da Praça e o entorno da Praça Comendador Souza Gomes, que conta com diversos estabelecimentos comerciais e de serviços.

#### Futuro Centro Cultural
Em maio de 2012, anunciou-se que o prédio do antigo Fórum Regional de Justiça da Tristeza, localizado na rua Landell de Moura, se tornaria sede do Centro Cultural Zona Sul. O projeto de transformação prevê, além da restauração do prédio, a possibilidade de implantação de biblioteca, de oficinas de arte, teatro, bistrô e memorial da região no futuro centro. No passado, o antigo fórum funcionou também como uma fábrica de objetos de decoração.

## Características atuais
De caráter fortemente residencial, a Tristeza tem se tornado ao longo dos anos um pólo comercial para a zona sul da cidade.

### Marcos
Áreas verdes
- Praça Professor Gaelzer
- Praça Comendador Souza Gomes
- Praça Louis Braille

Centros de compras
- Paseo Zona Sul[20]
- Shopping Granville[21]
- Shopping Jardins da Praça

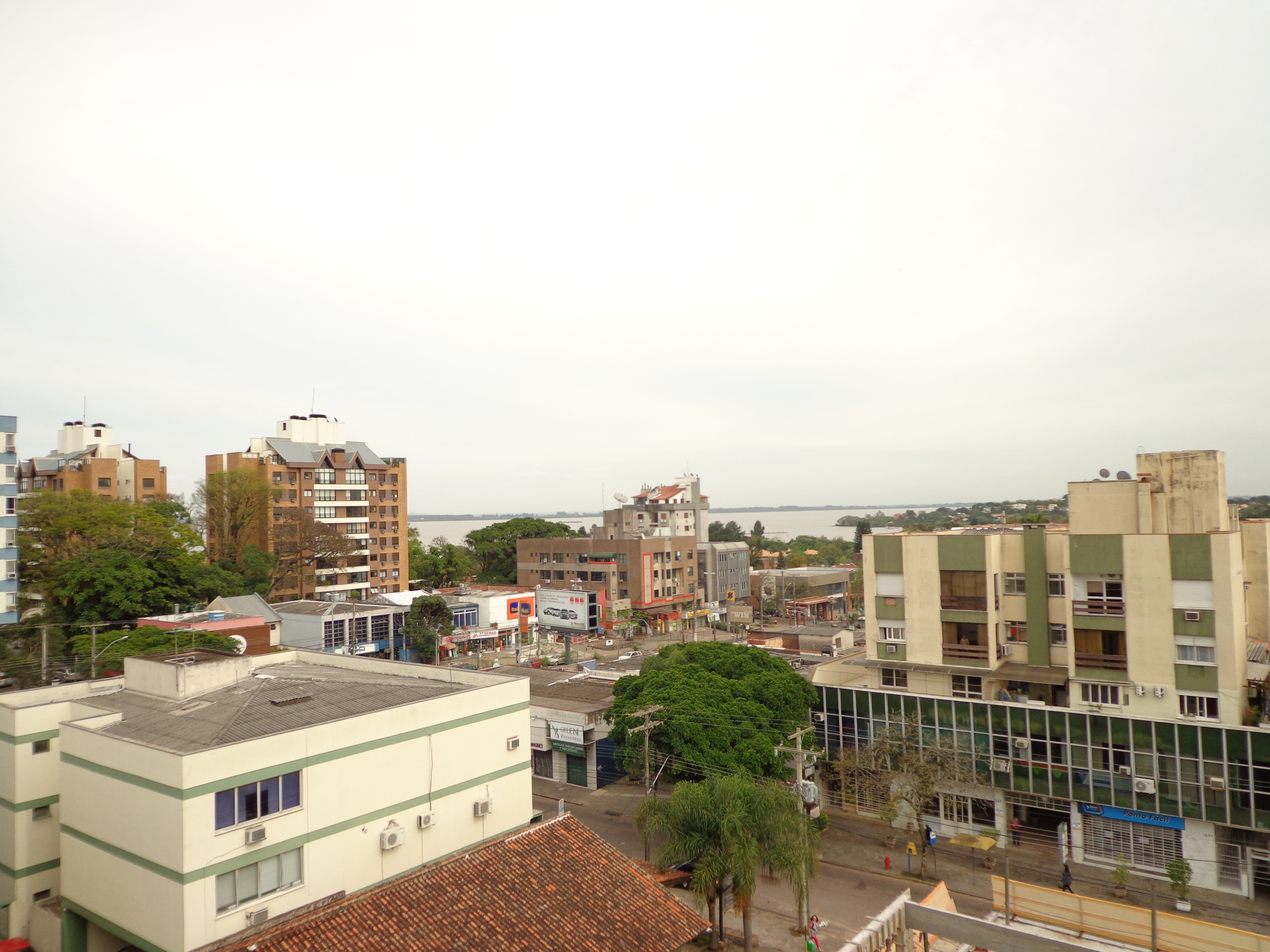
Perspectiva do bairro, mostrando a Avenida Wenceslau Escobar e o Guaíba ao fundo.

- Supermercado Zaffari Otto Niemeyer[22]

Educação
- Colégio Mãe de Deus
- Aldeia da Fraternidade[23]
- Escola Estadual de Ensino Médio Padre Reus
- Escola Estadual de Ensino Fundamental Três de Outubro
- Escola Estadual de Ensino Fundamental Monsenhor Roberto Landell de Moura
- Escola Infantil Creare
- Escola Infantil Interagir
- Escola de Ensino Fundamental São Francisco

Outros
- Clube Adesbam
- Centro de Treinamento da PROCERGS
- Clube dos Jangadeiros[24][25]
- Clube Tristezense
- Clínica Dedicare
- Paróquia Nossa Senhora das Graças[26][27]
- Posto da Brigada Militar do Rio Grande do Sul
- Machry - Armazém e Bistrô[28]
- Cravo & Canela - cestas e especiarias[29]
- Paróquia São Vicente Mártir

Portais
- Portal Vicente Faillace
- Portal Otto Niemeyer
- Portal Dr. Armando Barbedo
- Portal Mario Totta

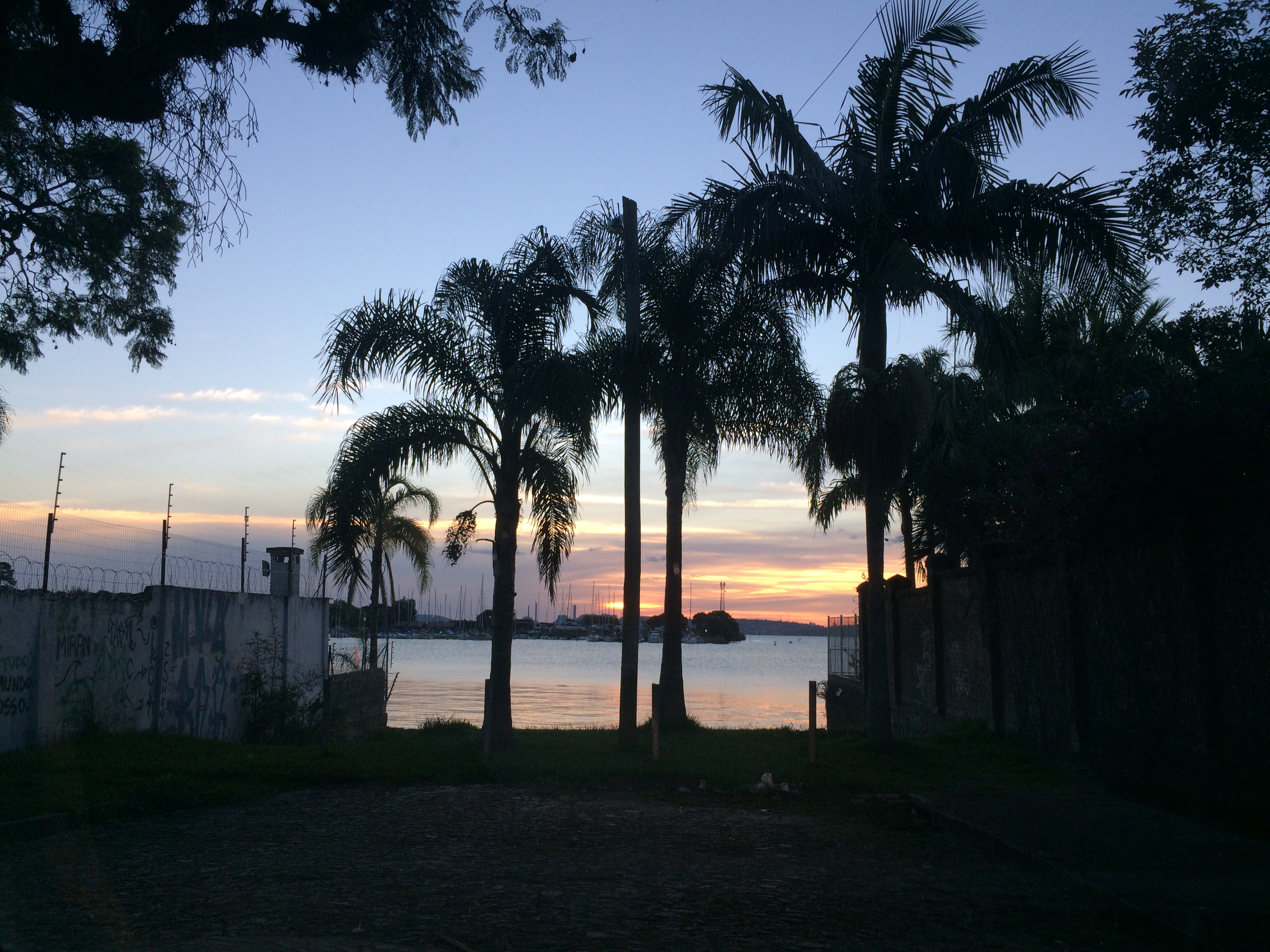
Portal Vicente Faillace.

- Portal Almirante Câmara (não urbanizado)
- Portal Padre João Batista Reus (não urbanizado)

## Limites atuais
Da margem do rio Guaíba, pela Avenida Copacabana até encontrar a Rua Padre João Batista Reus; desta, até  Rua Álvaro Guterres; e, no prolongamento desta, até a Rua Marechal Hermes; desta, até a Rua General Rondon; deste ponto, por uma linha reta, seca e imaginária, até a Rua Coronel Aristides com a Rua Coronel Massot; por esta, em direção oeste, até Avenida Wenceslau Escobar; desta, até a Avenida Copacabana; e, desta, até encontrar a margem do rio.
Seus bairros vizinhos são: Cristal, Vila Assunção, Camaquã, Sétimo Céu e Vila Conceição.

## Moradores ilustres
- Dilma Rousseff, ex-presidente do Brasil[30]

### Bibliográficas
- FRANCO, Sérgio da Costa Franco. Porto Alegre: Guia histórico. Porto Alegre: Ed. da Universidade/UFRGS, 1992.
- SOUZA, Célia Ferraz de, e PESAVENTO, Sandra Jatahy. Imagens Urbanas: Os Diversos Olhares na Formação do Imaginário Urbano. Porto Alegre: Ed. da Universidade/UFRGS, 1997.